# ムーア (オクラホマ州)

クリーブランド郡内の位置（赤）

ムーア（Moore）は、アメリカ合衆国オクラホマ州のクリーブランド郡にある都市。人口は6万2793人（2020年）。オクラホマシティの南に隣接する郊外都市である。
ムーアは北緯35度20分20秒 西経97度29分15秒 / 北緯35.33889度 西経97.48750度に位置し、市域面積は56.3km2である。ムーア市域の北・西・東の三方はオクラホマシティの市域に接し、南はノーマンの市域に接している。
ムーアは1889年にランドラッシュで入植した白人たちによって創設され、その4年後の1893年には町として正式に法人化されていた。しかし、人口が急増したのは1960年代に入ってからで、1970年のアメリカ合衆国国勢調査では人口18,761人を数え、1960年時点から10倍以上に膨れ上がった。その後もムーアは成長を続け、2010年時点では1970年時点の約3倍、1960年時点の30倍以上の人口を抱えている。
ムーアを含むオクラホマシティ都市圏はトルネード・アレイと呼ばれる、アメリカ合衆国内でも特に竜巻の発生しやすい場所に位置している。1960年から2010年までの間に、ムーアとその周辺では17個の竜巻が記録されている。1999年5月3日には、藤田スケールF5の竜巻がムーアを通過し、市は広範囲にわたる被害を受け、36人の死者を出した。その4年後、2003年5月8日にも藤田スケールF4の竜巻がムーアを襲った。2013年5月20日には、改良藤田スケールEF5の竜巻がムーアの中心部を通過し、市に壊滅的な被害をもたらした（詳しくは2013年ムーア竜巻の項目を参照のこと）。
オクラホマシティ都市圏の第1空港はウィル・ロジャース・ワールド空港（IATA: OKC）で、ムーアの中心部からは北西へ約10kmに立地している。市の中心部のすぐ西には州間高速道路35号線が通り、オクラホマシティのダウンタウンやダラス・フォートワース等に通じている。
以下にムーア市における1900年から2010年までの人口推移をグラフおよび表で示す。
| 統計年 | 人口     |
| ------ | -------- |
| 1900年 | 129人    |
| 1910年 | 225人    |
| 1920年 | 254人    |
| 1930年 | 538人    |
| 1940年 | 499人    |
| 1950年 | 942人    |
| 1960年 | 1,783人  |
| 1970年 | 18,761人 |
| 1980年 | 35,063人 |
| 1990年 | 40,318人 |
| 2000年 | 41,138人 |
| 2010年 | 55,081人 |
| 2020年 | 62,793人 |

## 註
1. ↑  “Quickfacts.census.gov”. 2024年1月31日閲覧。
2. ↑  A Brief History of Moore. City of Moore.
3. ↑  Moore, Oklahoma Tornadoes (1890-Present). Norman, Oklahoma: Weather Forecast Office, National Weather Service. 2012年.
1950年代以前のデータが不完全であるため、本項では1960年代以降としている。
4. ↑  The Tornado Outbreak of May 20, 2013, Public Information Statement Issued by NWS Norman for the Tornado Outbreak of May 20, 2013. Norman, Oklahoma: Weather Forecast Office, National Weather Service. 2013年5月22日.